# 松尾八幡平インターチェンジ
松尾八幡平インターチェンジ（まつおはちまんたいインターチェンジ）は、岩手県八幡平市野駄にある、東北自動車道のインターチェンジ。

## 道路
- E4 東北自動車道（45番）

直接接続
- 岩手県道45号柏台松尾線

間接接続
- 国道282号（間接接続）

## 料金所
- ブース数：4

### 入口
- ブース数：2
  - ETC専用：1
  - 一般：1

### 出口
- ブース数：2
  - ETC専用：1
  - 一般：1

## 周辺
- 八幡平
  - 東八幡平温泉
  - 松川温泉
  - 松川地熱発電所
  - 金沢清水
  - 旧松尾鉱山
  - 松尾八幡平ビジターセンター
- 八幡平アスピーテライン
- 安比高原スキー場
- 松尾八幡平駅（JR東日本花輪線）

## 隣
E4 東北自動車道
(44)西根IC - 岩手山SA - (45)松尾八幡平IC - 前森山PA - 畑PA - (46)安代JCT